# Adrijus Glebauskas
Adrijus Glebauskas (né le 20 novembre 1994) est un athlète lituanien, spécialiste du saut en hauteur.

## Carrière
Le 6 juin 2018, il améliore son record personnel avec 2,26 m à Jérusalem. Il remporte les Championnats nationaux 2018, après une première victoire en 2016.

## Palmarès
| Date | Compétition                       | Lieu    | Résultat | Marque |
| ---- | --------------------------------- | ------- | -------- | ------ |
| 2013 | Championnats d'Europe juniors     | Rieti   | 8e       | 2,12 m |
| 2017 | Universiade                       | Taipei  | 5e       | 2,23 m |
| 2019 | Universiade                       | Naples  | 3e       | 2,24 m |
| 2019 | Championnats d'Europe par équipes | Sandnes | 5e       | 2,15 m |
| 2021 | Championnats d'Europe en salle    | Toruń   | 5e       | 2,23 m |

## Records
| Épreuve         | Épreuve   | Marque | Lieu    | Date            |
| --------------- | --------- | ------ | ------- | --------------- |
| Saut en hauteur | Plein air | 2,28 m | Palanga | 27 juillet 2019 |
| Saut en hauteur | En salle  | 2,21 m | Glasgow | 1er mars 2019   |